# Янг, Сай
Де́нтон Тру Янг (англ. Denton True Young, 29 марта 1867 — 4 ноября 1955), более известный как Сай Янг (англ. Cy Young) — американский бейсболист, выступавший в Главной лиге бейсбола на позиции питчера. За свою 21-летнюю бейсбольную карьеру (1890—1911) он выступал за пять разных команд. Сай Янг установил множество рекордов МЛБ, некоторые из которых остаются не побитыми уже более 100 лет. Он одержал 511 побед — наибольшее количество в истории МЛБ и опережает Уолтера Джонсона, второго игрока по этому показателю, на 94 победы. За свои заслуги в 1937 году Янг был включён в Национальный бейсбольный Зал славы. Через год после смерти Янга, была создана награда Сая Янга, вручаемая лучшему питчеру в прошедшем сезоне.
Кроме рекорда по количеству одержанных побед, Янг удерживает рекорд по количеству отработанных иннингов (7355), количеству начатых игр (815) и количеству полных игр (749). Он закончил карьеру с 316 поражениями, что является антирекордом МЛБ. Он смог сделать три ноу-хиттера, а также сыграть совершенный матч — третий в истории бейсбола и первый в «современной эре». В 1999 году, 88 лет после его последнего выхода на питчерскую горку и 44 года после его смерти, редакторы The Sporting News поставили его на 14 место в списке «100 величайших бейсболистов». В том же году, по результатам голосования болельщиков, он был включён в сборную столетия МЛБ.
Игровая карьера Янга началась в 1890 году в клубе «Кливленд Спайдерс». В 1899 году, после восьми лет со «Спайдерс», он переехал в Сент-Луис, где стал выступать за местную команду «Перфекторс». Через два года он перешёл в только что созданную Американскую лигу, присоединившись к «Бостон Американс». В 1909 году он был обменян в «Кливленд Нэпс», а последние два месяца своей карьеры провёл в «Бостон Растлерс». После завершения игровой карьеры Янг вернулся на свою ферму в Огайо, где прожил до самой своей смерти.

## Ранняя жизнь
Сай Янг родился в Гилморе, небольшом фермерском сообществе, расположенном в тауншипе Вашингтон (округ Таскаровас, штат Огайо). Он был крещён как Дентон Тру Янг, однако в семье его в основном звали Дент. Первое имя Дентон было широко распространено в его семье, а второе имя — Тру он получил в честь офицера, под командованием которого служил его отец во время Гражданской войны. Позже, некоторые источники писали его второе имя как «Текумсе», по-видимому из-за того, что многие его товарищи по команде называли «Вождь» (англ. The Chief). Его прадед, Дентон Янг, вместе с двумя братьями эмигрировал в Америку сразу после подписания Конституции США. Когда родители Сая поженились, его дед, Маккензи Янг старший, выделил молодожёнам из своей фермерской земли участок площадью 54 акра (220 000 м2). Сай Янг был старшим ребёнком в семье Маккензи Янга младшего и Нэнси Миллер. Кроме него в семье было ещё четыре ребёнка: Карл, Лон, Элла и Энтони. Детство он провёл на ферме, где многие называли его Фермер Янг (англ. Farmer Young) или Фермерский мальчик Янг (англ. Farmboy Young). Закончив шесть классов образования, Янг прекратил обучение, чтобы помогать своей семье на ферме.
В детстве Сай начал увлекаться бейсболом и в семь лет уже выступал за команду своего городка. Благодаря его хорошим выступлениям против полупрофессиональных команд из соседних городов, руководство команды его города стало оплачивать ему переезды на игры и выдавало немного карманных денег. В 1885 году он вместе со своим отцом переехал в Небраску, где стал работать на ферме, получая 20 долларов в месяц. Он продолжал тренироваться и вскоре команда из соседнего городка Ред Клауд предложила ему играть у них на позиции игрока третьей базы за 35 долларов в месяц, а также работать неполный рабочий день на молочной ферме. После того, как команда обанкротилась, он организовал свою собственную команду, где выступал уже на позиции питчера. В конце лета 1887 года Янг вернулся в Гилмор. После возвращения в Огайо, он стал выступать за полупрофессиональную команду Карролтона. В основном он играл на позициях питчера и игрока второй базы, получая по доллару за игру. После сезона Янг получил предложение выступать за команду Кантона в одной из низших лиг, которое он принял.

## Профессиональная карьера

### До прихода в Главную лигу бейсбола
Янг начал свою профессиональную карьеру бейсболиста в 1889 году. Он начал играть за команду Кантона, выступающей в Лиги трёх штатов — профессиональной лиги низкого уровня. На просмотре Янг впечатлил скаутов клуба и позже, вспоминая об этом, сказал: «Я чуть было не сорвал доски с трибун своим фастболом». Своими быстрыми и сильными бросками он разломал не одну ограду, которые выглядели так, как будто их ударил циклон (англ. cyclone), за что и получил своё прозвище. Позже репортёры сократили его до Сай (англ. Cy) и это прозвище он носил до конца своих дней. Он участвовал в играх каждые 2-3 дня, играя в основном на позиции стартового питчера и лишь иногда релиф-питчера. За первый год в Кантоне он выиграл 15 игр и столько же проиграл.
В 1890 году Янг подписал контракт с командой «Кливленд Спайдерс», которая за год до этого перешла из Американской ассоциации в Национальную лигу. За своего нового питчера «Спайдерс» заплатили его предыдущей команде 300 долларов.

### Кливленд Спайдерс

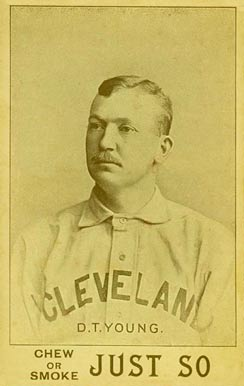
Бейсбольная карточка 1893 года с Янгом

Янг дебютировал в Главной лиге бейсбола 6 августа 1890 года и в первом же матче сыграл трёххитовый шатаут. Несмотря на успешный дебют, игрок-менеджер «Чикаго Кольтс» Кэп Энсон поставил под сомнение способности Янга. Он сказал менеджеру «Спайдерс» Гусу Шмельцу: «Он слишком неопытен, чтобы сделать твой клуб намного лучше, но я верю, если я научу его тому, что знаю сам, я смогу сделать из него питчера за пару лет. Сейчас он ничего не стоит, но я дам тебе за него 1000 долларов». На что Шмельц ему ответил: «Кэп, оставь себе свою тысячу, а мы оставим деревенщину».
В «Спайдерс» с Янгом в основном в паре выступал кэтчер Чиф Зиммер. По оценкам бейсбольного статистика Билла Джеймса, эти двое игроков провели вместе больше игр, чем любая другая пара в истории бейсбола. Уже в самом начале Янг показал себя, как питчера с самыми тяжёлыми подачами в лиге. Его фастболы были настолько сильными, что Зиммеру часто приходилось подкладывать бифштекс внутрь своей бейсбольной перчатки, чтобы защитить руку. Янг показывал хорошие результаты на протяжении всего сезона 1890 года и даже смог одержать две победы в последний день чемпионата.
Через два года после дебюта Янга в профессионалах, Национальная лига передвинула положение питчера на 5 футов (1,5 м). С 1881 года питчер должен был находится внутри «коробки», чья ближняя линия находилась на расстоянии 50 футов (15 м) от дома, а с 1887 года питчер должен был касаться ногой задней линии, находящейся на расстоянии 55 футов и 6 дюймов (16,92 м) во время броска. В 1893 году задняя линия была отодвинута на 5 футов (1,5 м) и достигла сегодняшнего положения линии на поле 60 футов и 6 дюймов (18,44 м). В книге «The Neyer/James Guide to Pitchers» спортивный журналист Роб Нейер написал, что эти изменения во многом были вызваны скоростью подачи, с которой Сай Янг, Амос Руси и Джуетт Микин бросали мяч.
Сезон 1882 года оказался успешным для Янга, который стал лидером Национальной лиги по победам (36), ERA (1,93) и шатаутам (9). Как во многих современных низших лигах, сезон 1882 года Национальной лиги был разделён на две части. Клуб «Бостон Бинитерс» выиграл титул чемпиона первой половины, а «Спайдерс» — второй и приняли участие в серии до 5 побед для определения чемпиона лиги. Несмотря на то, что «Спайдерс» стали чемпионами второй части, они проиграли эту серию в сухую 5-0. В серии Янг сыграл три полных матча, из которых два закончились поражением для его команды. Он также сыграл один шатаут, однако игра закончилась с ничейным счётом 0:0.
В 1895 году «Спайдерс» встретились с «Балтимор Ориолс» в Кубке Тэмпла — предшественнике Мировой серии. Янг одержал победу в трёх играх, а Кливленд выиграл Кубок со счётом 4-1. Примерно в то же время, чтобы снизить нагрузку на руку, Янг добавил в свой арсенал бросок, который он назвал «медленный мяч» (англ. slow ball). В настоящее время такой бросок называется ченджап (англ. changeup).
В 1896 году Янг почти сделал свой первый ноу-хиттер в карьере. В девятом иннинге при двух аутах он позволил Эду Делахэнти из «Филадельфии Филлис» выбить сингл. 18 сентября 1987 года ему всё же удалось сделать первый ноу-хиттер в карьере. В игре против «Цинциннати Редс», несмотря на то, что Янг не допустил ни одного уолка, его партнёры по защите сделали четыре ошибки. Одна из этих ошибок первоначально была записана как хит, однако игрок третьей базы Кливленда после восьмого иннинга отправил записку в ложу для прессы, где признался, что он сделал ошибку, после чего решение изменили. Позже Янг сказал, что несмотря на этот поступок своего товарища по команде, он считает, что игра закончилась с одним хитом.

### Переезд в Сент-Луис
Перед началом сезона 1899 года Френк Робисон, владелец «Спайдерс», купил клуб «Сент-Луис Браунс», таким образом он одновременно стал владельцем двух команд. Робисон переименовал «Браунс» в «Перфекторс» и пополнил клуб талантливыми игроками из Кливленда. Всего за неделю до начала чемпионата большинство лучших игроков «Спайдерс» были переведены в Сент-Луис, включая питчера Пита Макбрайда и трёх будущих членов Зала Славы: Янга, Джесси Буркетта и Бобби Уоллеса. Несмотря на такую перестановку, Робисону не удалось создать успешный клуб и Сент-Луис закончил на пятом месте как сезон 1899, так и 1900 года. В то же время ослабленные «Спайдерс» проиграли 134 игры, установив антирекорд МЛБ, после чего клуб обанкротился. Янг провёл в Сент-Луисе два года, где с ним в паре стал выступать его любимый кэтчер Лу Кригер, с которым он выступал около десяти лет.

### Переход в Американскую лигу

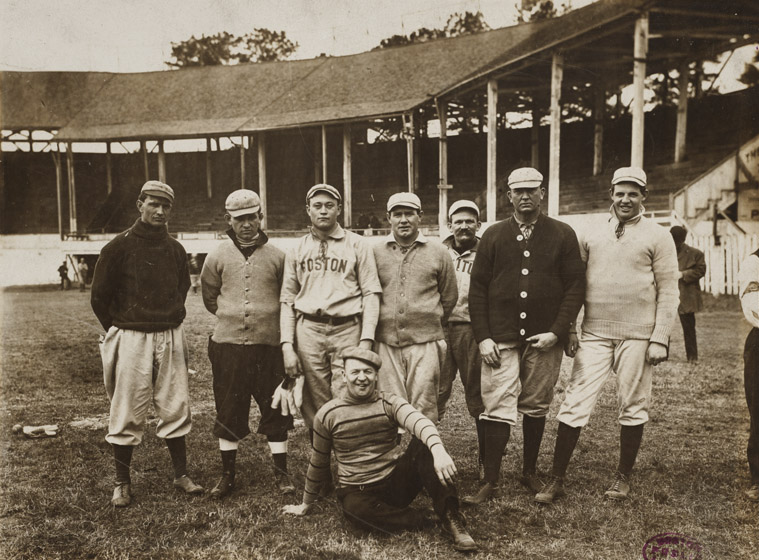
Сай Янг (второй справа) с игроками «Бостон Ред Сокс»

В 1901 году, соперничающая с Национальной лигой, Американская лига получила статус главной лиги и начала переманивать себе игроков у соперника. Янг покинул Сент-Луис и перешёл в команду Американской лиги «Бостон Американс», подписав контракт на сумму 3500 долларов (96 586 долларов на сегодняшний день). С новой командой Янг оставался до 1909 года. В дебютном сезоне в Американской лиге Янг был одним из доминирующих игроков. Играя в паре с Кригером, который также перешёл в Бостон, Янг стал лидером лиги по победам, страйкаутам и ERA, таким образом завоевав Тройную корону АЛ для питчеров. В 1901 году Янг был стартовым питчером в почти 42 % выигрышных играх команды, одержав 33 из 79 побед клуба. В феврале 1902 года, перед стартом бейсбольного чемпионата, Янг работал тренером питчеров в Гарвардском университете. Бостонские газеты пестрели заголовками, что человек с образованием в шесть классов инструктирует гарвардских студентов. Но Янг не оставил обучение и весной следующего года тренировал в университете Мерсер, который в 1903, 1904 и 1905 годах смог завоевать чемпионский титул.
В 1903 году «Бостон Американс» и «Питтсбург Пайрэтс» встретились в первой в современной истории Мировой серии, а Янг, стартовый питчер в первой игре против гостей из Питтсбурга, сделал первый бросок в истории Мировых серий. Однако игра оказалась неудачной для него. «Пайрэтс» набрали четыре очка уже в первом иннинге и Янг проиграл игру. Сай окончил серию с результатом 2 победы и 1 поражение и средней пропускаемостью 1,85 в четырёх играх, а его клуб из Бостона одержал победу над Питтсбургом со счётом 5-3.
После однохитовой игры 2 мая 1904 года, игрок «Филадельфия Атлетикс» Руб Ваделл поддел Янга, спросив, сможет ли он повторить свой успех против него. Три дня спустя Янг сыграл совершенный матч против Ваделла и его «Атлетикс» — первый совершенный матч в истории Американской лиги. Ваделл был 27-м и последним отбивающим и когда Янг его выбил, крикнул Ваделлу: «Как тебе это нравится, деревенщина?». Совершенный матч стал главным украшением череды «сухих» иннингов Янга. Он установил рекорд МЛБ по количеству подряд проведённых «сухих» иннингов и подряд проведённых иннингов без хитов, последний до сих пор остаётся не побитым — 25,1 иннинг или 76 отбивающих. Даже пропустив позже хит, «сухая» серия Янга продолжилась и достигла 45 иннингов. До Янга всего два игрока в истории бейсбола играли совершенный матч. В 1880 году Ли Ричмонд и Джон Монтгомери Вард сыграли совершенные матчи с интервалом всего пять дней. Однако в те дни были немного другие правила — питчерская горка располагалась ближе к дому, для пробежки требовалось восемь болов и разрешались боковые броски. Совершенный матч Янга стал первым после введения современных правил в 1893 году. Четыре года спустя, 4 июля 1905 года, Руб Ванделл одержал победу над Янгом и «Американс» со счётом 4:2 в 20 иннинговой игре. Янг отыграл на ноль 13 подряд иннингов, пока в последнем не пропустил два не отыгранных очка. После игры он сказал: «Со своей стороны, я думаю, что это была самая лучшая бейсбольная игра, в которой я когда-либо участвовал». В 1907 году Янг и Ваделл встретились ещё раз. 13 иннинговый матч закончился нулевой ничьей.

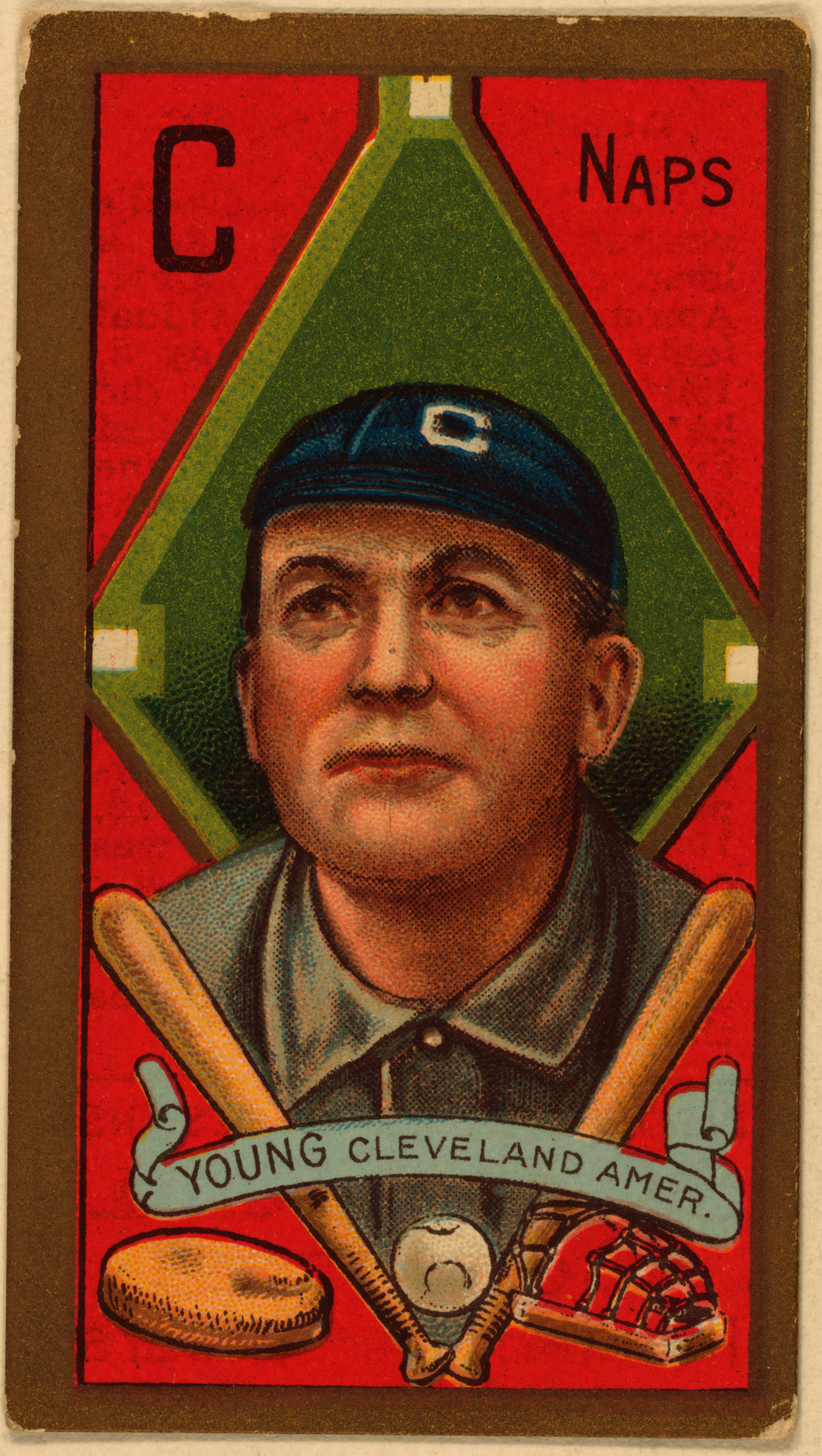
Бейсбольная карточка 1911 года с Янгом

В 1908 году Янг сыграл третий ноу-хиттер в своей карьере. На тот момент Саю Янгу был 41 год и он стал самым возрастным питчером, сыгравшим ноу-хиттер. Этот рекорд продержался 82 года пока 43-летний Нолан Райан не превзошёл это достижение. В этой игре всего один уолк отделил Янга от совершенного матча. К этому моменту Сай Янг был самым возрастным игроком в обеих лигах. В другой игре, за месяц до этого ноу-хиттера, он пропустил всего один хит. 13 августа 1908 года лига отпраздновала «День Сая Янга». В этот день в Американской лиге не было сыграно ни одного матча, а группа звёздных игроков лиги собралась в Бостоне, чтобы сыграть против Янга и «Ред Сокс». К концу сезона пропускаемость Янга составила 1,26, что стало лучшим результатом в его карьере.

### «Кливленд Нэпс» и завершение карьеры
Перед началом сезона 1909 года Янг был обменян назад в Кливленд, город, в котором он провёл половину своей профессиональной карьеры. Там он начал выступать за клуб «Кливленд Нэпс» из Американской лиги. В следующем сезоне, 19 июля 1910 года в игре против Вашингтона, он выиграл 500-ю игру в своей карьере. Свой последний сезон 1911 года он провёл в «Нэпс» и «Бостон Растлерс».
22 сентября 1911 года Янг одержал свою последнюю победу в бейсболе. В матче против «Питтсбург Пайрэтс» он не пропустил ни одного очка, а его команда одержала победу 1:0. Свою последнюю профессиональную игру он провёл две недели спустя, в которой последние восемь отбивающих в его карьере смогли выбить трипл, четыре сингла и три дабла.

## После окончания игровой карьеры

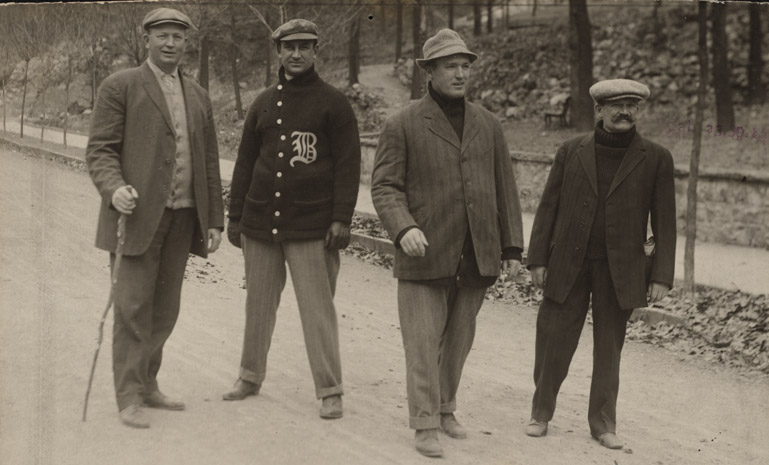
Янг (слева) с Джейком Штахлом, Биллом Карригэном и Майклом Макгриви во время весенних тренировок 1912 года

С 1912 года до самой своей смерти в 1955 году Сай Янг жил на своей ферме. В 1913 году он работал менеджером клуба «Кливленд Грин Сокс» из Федеральной лиги. Жена Янга, Робба Янг, с которой он был знаком ещё с детства, умерла в 1933 году. Янг работал на разных работах, какое-то время выполнял различные поручения у своих друзей Джона и Рут Бенедум, но основной доход, 450 долларов в год, он получал в качестве дивидендов со своих акций. Янг также принимал участие во многих бейсбольных мероприятиях. В 1937 году, через 26 лет после окончания карьеры, он был включён в бейсбольный Зал Славы. Он был одним из первых, кто пожертвовал памятные сувениры для Зала Славы.
Сай Янг умер 4 ноября 1955 года на своей ферме в возрасте 88 лет. Он похоронен в городке Пеоли (штат Огайо).

## Наследие

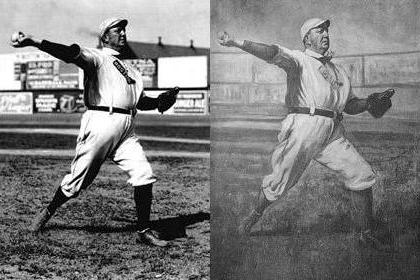
Фотография Янга 1908 года, ставшая прототипом картины, выставленной в Зале Славы бейсбола

Янг за свою профессиональную карьеру одержал 511 побед, что является рекордом по количеству побед для питчера. В то время вторым бейсболистом по количеству побед был Пад Гэлвин, одержавший 364 победы. В настоящее время ближайший преследователь в этом списке, Уолтер Джонсон, отстаёт на 94 победы. В 1921 году Джонсон побил другой рекорд Янга — по количеству сделанных страйкаутов.
Карьера Сая Янга проходила во время перехода бейсбола ранних дней в современную эру. Он играл против таких игроков, как Кэп Энсон, уже зарекомендовавшего себя игрока, когда Национальная лига только образовалась в 1876 году, а также против Эдди Коллинса, который закончил свою карьеру в 1930 году. Когда он только начинал свою карьеру питчеры могли бросать мячи снизу, фолы не считались за страйки, а питчерская горка находилась ближе к дому, чем в настоящее время. До шестого сезона он никогда не играл в перчатках.
Янг был лидером лиги по количеству побед пять раз (1892, 1895, 1901—1903) и дважды завершал сезон на втором месте. Пик его карьеры пришёлся на 1892 год, когда ему было 36 лет. Он 15 раз одерживал более 20 побед за сезон, что на два больше, чем у ближайших преследователей Кристи Матесона и Уоррена Спана. Янг дважды становился лидером чемпионата по ERA в 1892 (1,93) и 1901 (1,62) годах и трижды занимал второе место. В девяти сезонах он отыгрывал 40 или больше полных игр. Дважды он был лидером лиги по страйкаутам (140 в 1896 и 158 в 1901 году) и семь раз по шатаутам. Янг 13 раз был лидером лиги по среднему количеству уолков за иннинг. Несмотря на то, что параметр WHIP начали считать только после его смерти, ретроспективно было посчитано, что он бы лидировал по этому показателю семь раз и занимал второе или третье место ещё семь. Он делит вместе с Роджером Клеменсом рекорд по количеству победных игр в «Бостон Ред Сокс» — по 192 игры.
После того, как скорость его фастбола понизилась, Янг начал больше полагаться на контроль мяча. Однажды он сказал: «Некоторые, возможно, думают, что прежде всего важно знать, как закручивать мяч. Опыт, на мой взгляд, учит обратному. Любой молодой игрок, который имеет хороший контроль станет успешным закручивающим питчером задолго до питчера, который одновременно стремится освоить и кручение и контроль. Кручение является лишь аксессуаром для контроля». Кроме своего исключительного контроля, Янг также был «рабочей лошадкой», отличался хорошим здоровьем и избегал травм. За 19 лет, с 1891 по 1909 год, Сай Янг входил в десятку лидеров лиги по количеству отработанных иннингов, в четырнадцати из этих сезонов он входил в пятёрку. До 1900 года, середины своей карьеры, он ни разу не сыграл двух неполных игр подряд. Янг ограничивал свои тренировки только весенними. Такое поведение он объяснял: «Я думаю моя рука сделала так много бросков» и «нет никакого смысла тратить их». Однажды он так описал своё отношение к игре:

Я никогда не разминаюсь десять-пятнадцать минут перед игрой, как делает большинство питчеров. Я разминаюсь три-четыре минуты. Пять снаружи. И я никогда не хожу в буллпен. Да, я много раз выходил на позиции релиф-питчера, но я выходил прямо со скамейки на питчерскую горку. Я делал пару бросков и был готов. В то время у меня был хороший контроль. Я целился так, чтобы заставить отбивающего отбить мяч и я делал как можно меньше бросков. Поэтому я мог работать каждый день.— 
К моменту завершения карьеры, у Янга ухудшился контроль мяча, он начал набирать лишний вес. В трёх из четырёх его последних сезонах он был самым возрастным игроком в лиге.
В 1956 году, через год после его смерти, была создана награда Сая Янга, вручаемая лучшему питчеру. Первым обладателем этой награды стал игрок Бруклина Дон Ньюкомб. Первоначально награда вручалась лучшему питчеру во всей лиге, но в 1967 году была разделена и стала вручаться лучшему питчеру Американской и Национальной лиги.
23 сентября 1993 года в Северо-Восточном университете, на месте, где раньше находился стадион «Ред Сокс», была открыта статуя в его честь. На этом самом месте Янг играл в первой игре Мировой серии 1903 года, а также сыграл совершенный матч. Там, где находилась домашняя база, установлена памятная табличка, на которой написано:

1 октября 1903 года на этом месте была сыграна первая современная Мировая серия между чемпионом Американской лиги «Бостон Пилигримс» (позже известной как «Ред Сокс») и чемпионом Национальной лиги «Питтсбург Пайрэтс». Плата за входной билет составляла 50 центов. «Пилигримс», ведомые победителем 28 игр Саем Янгом, выиграли три из первых четырёх игр, но потом проиграли четыре игры подряд и проиграли чемпионскую серию со счётом 5-3.— 